# Dimaro Folgarida
Dimaro Folgarida is een gemeente in de Italiaanse provincie Trente (regio Trentino-Zuid-Tirol) met 2.116 inwoners (1 januari 2024). Ze is ontstaan in 2016 uit een fusie tussen de voormalige gemeenten Dimaro en Monclassico. Dimaro Folgarida is een van de dertien gemeenten in de regio Val di Sole.

## Geografie

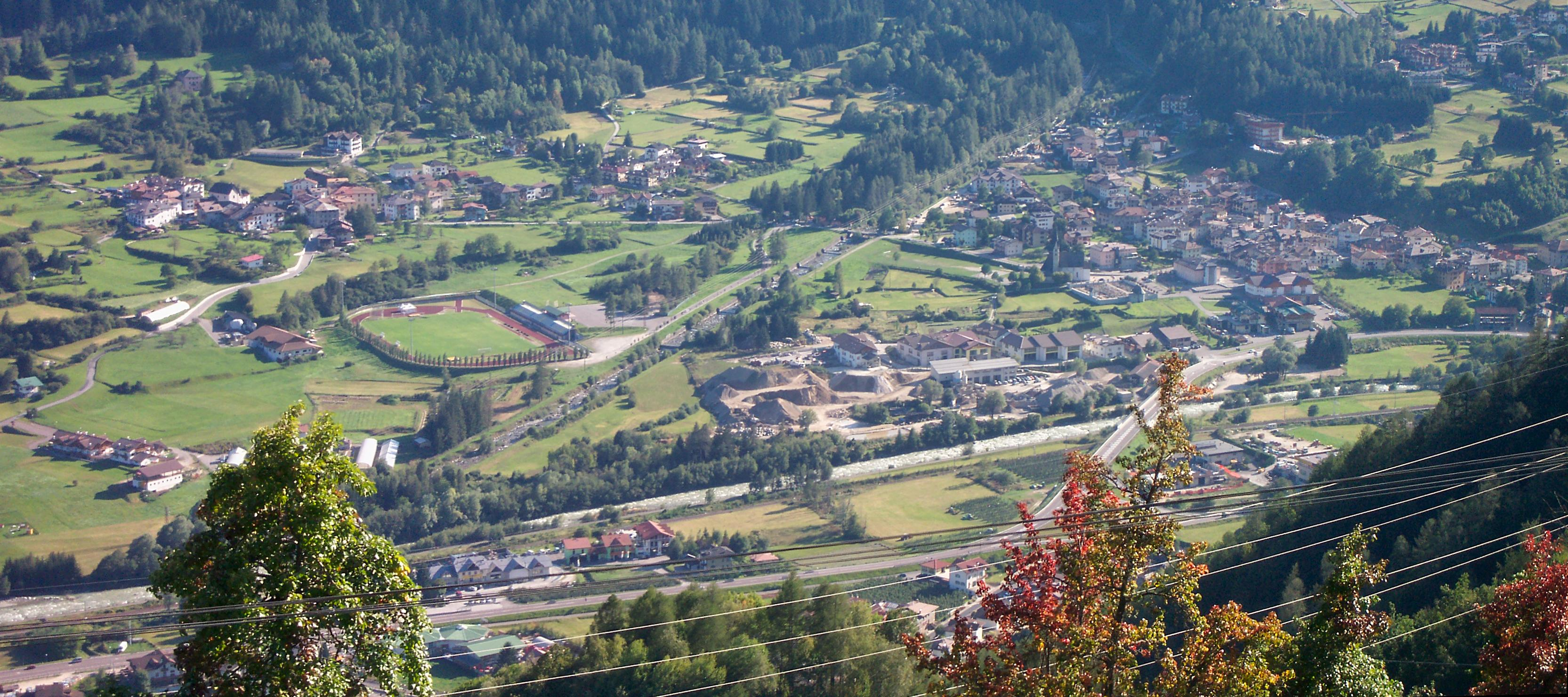
Zicht op Dimaro en Carciato vanuit Bolentina

De gemeente ligt op ongeveer 766 m boven zeeniveau en heeft een oppervlakte van 36,4 km. Dimaro Folgarida is gelegen in het Natuurpark Adamello-Brenta en het gebied Val di Sole. Ook het wintersportoord Madonna di Campiglio ligt op kleine afstand van Dimaro.
De frazioni Folgarida, Carciato, Monclassico en Presson maken deel uit van de gemeente. Dimaro Folgarida grenst aan de volgende gemeenten: Malè, Cles, Commezzadura, Croviana, Tuenno, Pinzolo, Ragoli.

## Demografie
| Jaar | Inwoneraantal | Inwoneraantal | Inwoneraantal    |
| Jaar | Dimaro        | Monclassico   | Dimaro Folgarida |
| ---- | ------------- | ------------- | ---------------- |
| 1991 | 1.054         | 715           | 1.769            |
| 2001 | 1.181         | 751           | 1.932            |
| 2011 | 1.250         | 882           | 2.132            |
| 2015 | 1.298         | 910           | 2.208            |
| 2024 |               |               | 2.116            |

## Bezienswaardigheden
De gemeente heeft enkele tientallen huizen die zijn versierd met een muurschildering waarin een zonnewijzer is verwerkt.
Ala · Albiano · Aldeno · Amblar · Andalo · Arco · Avio · Baselga di Piné · Bedollo · Bersone · Besenello · Bezzecca · Bieno · Bleggio Superiore · Bocenago · Bolbeno · Bondo · Bondone · Borgo d’Anaunia · Borgo Valsugana · Bosentino · Breguzzo · Brentonico · Bresimo · Brione · Caderzone Terme · Calceranica al Lago · Caldes · Caldonazzo · Calliano · Campitello di Fassa · Campodenno · Canal San Bovo · Canazei · Capriana · Carano · Carisolo · Carzano · Castel Condino · Castello Tesino · Castello-Molina di Fiemme · Castelnuovo · Cavalese · Cavareno · Cavedago · Cavedine · Cavizzana · Cembra · Centa San Nicolò · Cimego · Cimone · Cinte Tesino · Cis · Civezzano · Cles · Comano Terme · Commezzadura · Concei · Condino · Coredo · Croviana · Cunevo · Daiano · Dambel · Daone · Darè · Denno · Dimaro Folgarida · Don · Dorsino · Drena · Dro · Faedo · Fai della Paganella · Faver · Fiavè · Fiera di Primiero · Fierozzo · Flavon · Folgaria · Fornace · Frassilongo · Garniga Terme · Giovo · Giustino · Grauno · Grigno · Grumes · Imer · Isera · Ivano-Fracena · Lardaro · Lavarone · Lavis · Levico Terme · Lisignago · Livo · Lona-Lases · Luserna · Madruzzo · Malè · Massimeno · Mazzin · Mezzana · Mezzano · Mezzocorona · Mezzolombardo · Moena · Molina di Ledro · Molveno · Montagne · Mori · Nago-Torbole · Nanno · Nave San Rocco · Nogaredo · Nomi · Novaledo · Novella · Ospedaletto · Ossana · Padergnone · Palù del Fersina · Panchià · Peio · Pellizzano · Pelugo · Pergine Valsugana · Pieve Tesino · Pieve di Bono · Pieve di Ledro · Pinzolo · Pomarolo · Praso · Predazzo · Preore · Prezzo · Rabbi · Ragoli · Riva del Garda · Romeno · Roncegno · Ronchi Valsugana · Roncone · Ronzo-Chienis · Ronzone · Rovereto · Roverè della Luna · Ruffrè · Rumo · Sagron Mis · Samone · San Lorenzo in Banale · San Michele all'Adige · San Giovanni di Fassa · Sant'Orsola Terme · Sanzeno · Sarnonico · Scurelle · Segonzano · Sfruz · Siror · Smarano · Soraga di Fassa · Sover · Spera · Spiazzo · Spormaggiore · Sporminore · Stenico · Storo · Strembo · Strigno · Taio · Tassullo · Telve · Telve di Sopra · Tenna · Tenno · Terlago · Terragnolo · Terres · Terzolas · Tesero · Tiarno di Sopra · Tiarno di Sotto · Tione di Trento · Ton · Tonadico · Torcegno · Trambileno · Transacqua · Trente · Tres · Tuenno · Valda · Valfloriana · Vallarsa · Varena · Vattaro · Vermiglio · Vervò · Vezzano · Vignola-Falesina · Vigo Rendena · Vigolo Vattaro · Villa Agnedo · Villa Lagarina · Villa Rendena · Volano · Zambana · Ziano di Fiemme · Zuclo